# 耶穌所愛的門徒
耶穌所愛的門徒（希臘語：ο μαθητης ον ηγαπα ο Ιησους, o mathētēs on ēgapa o Iēsous），或是門徒、愛徒（希臘語：ον εφιλει ο Ιησους, on ephilei o Iēsous），出現於《約翰福音》之中，但是在約翰福音中，並沒有明確寫出這位門徒的身份。這是約翰福音獨有的內容，在《新約》其他的部份，不曾記載耶穌曾經使用過這樣的話。
《約翰福音》中沒有明說他的身份，基督教會傳統上相信，他是使徒之一的約翰。

## 文獻記載
耶穌所愛的門徒，在《約翰福音》中提到六次：
- 他曾參與耶穌最後的晚餐，在西門彼得的示意下，曾詢問耶穌，是誰將出賣他[1]。
- 在耶穌死前，他將他的母親，馬利亞，交托給這位門徒。在記載中，耶穌稱馬利亞，是這位所愛門徒的母親[2]。
- 在耶穌死後，信徒發現他的屍體失蹤，這位門徒是第一個進入墓穴的[3]。
- 這位門徒也是最早見到耶穌死後顯現的信徒之一，他見證耶穌第三次顯現，讓他們捕獲153條魚的奇蹟[4]。
- 耶穌第三次顯現，與眾門徒一同吃早餐。在耶穌與彼得談話時，這位門徒也在現場[5]。
- 福音書作者約翰，在《約翰福音》結尾，聲明他寫作的目的，是為了這位耶穌所愛的門徒作見證[6]。

在《約翰福音》中，提到一位曾經是施洗約翰的門徒，跟安得烈一同成為耶穌最早的門徒。耶穌遭逮捕之後，彼得曾與一位門徒進大祭司的家中，探察耶穌的消息。這兩個段落，提到的另一位無名門徒，可能也是指這位耶穌所愛的門徒。

## 身份推測

### 使徒約翰
從二世紀開始，基督教會相信，耶穌所愛的門徒，即是指十二使徒中，年紀最小的使徒，約翰，也就是福音書作者約翰。

### 拉撒路
根據《約翰福音》，這個門徒可能是指拉撒路。

### 抹大拉的馬利亞
根據偽經《馬利亞福音》與《腓力福音》，在其門徒中，耶穌給與抹大拉的馬利亞特別的地位。
這個說法的支持者指出，《約翰福音》的兩個章節，是在西元2世紀才出現的，目的可能是為了把抹大拉的馬利亞，與耶穌所愛的門徒分開。
参考《约翰福音》21:4-7,这位门徒和赤身的彼得一起捕鱼， 所以应该是男的。

### 公義者雅各
學者詹姆斯·泰伯（James D. Tabor）認為，耶穌所愛的門徒，可能是指若瑟元配的兒子，耶穌的兄弟，公義者雅各。